# Erecomma
Erecomma is een geslacht van hooiwagens uit de familie Assamiidae.
De wetenschappelijke naam Erecomma is voor het eerst geldig gepubliceerd door Roewer in 1940. 

## Soorten
Erecomma omvat de volgende 2 soorten:
- Erecomma laurenti
- Erecomma montanum